# 王铭槐
王铭槐（1846年—1918年），清末天津四大买办（另外三位是怡和洋行的梁炎卿，太古洋行的郑翼之，汇丰银行的吴调卿）之一。王铭槐是德商泰来洋行（德华银行）兼俄商华俄道胜银行买办。浙江宁波慈城黄山人。

## 生平
王铭槐是最早在津门成名的浙江买办。1880年，王铭槐往天津任老顺记五金行副理。当时清廷热衷办洋务，由李鸿章主持，大办军火。王铭槐为经营机器和军火进口的德商泰来洋行买办，为李鸿章购置军火，由此发迹。后来王铭槐又冲任华俄道胜银行买办。
王铭槐同时是位实业家，开设有药房、银行、钱庄、绸布庄等十多家。王铭槐家庭中共有17人充当过买办。第一次世界大战爆发，德资大量从中国撤出，王氏家业由此衰落。

## 遗迹
- 今浙江省宁波市江北区慈城镇黄山村王铭槐故居、王铭槐次子王采丞故居。